# كولن ووكر (عداء المسافات المتوسطة)
كولن ووكر (بالإنجليزية: Colin Walker) هو عداء مسافات متوسطة بريطاني، ولد في 29 أكتوبر 1962 في ستوكتون أون تيز ‏ في المملكة المتحدة.

## وصلات خارجية
- كولن ووكر على موقع الاتحاد الدولي لألعاب القوى (الإنجليزية)
- كولن ووكر على موقع أوليمبيديا (الإنجليزية)
- كولن ووكر على موقع اتحاد ألعاب الكومنولث (مؤرشف) (الإنجليزية)